# Книжный указатель
Указатель — справочный текст, который выглядит как список ключевых слов и страниц, где они упомянуты.
Указатель поможет читателю найти нужный фрагмент книги. Он входит в научный аппарат книги. Указатель может быть частью книги или отдельным томом для многотомного издания.

## Виды указателей
Указатели разделяются по тематике. Обычно в книге бывают
- именной указатель,
- географический указатель,
- указатель авторов (если статьи размещены не по именам авторов),
- указатель цитат,
- указатель пословиц и поговорок,
- хронологический указатель,
- указатель произведений (для многотомника).

В специальных случаях появляются указатели предприятий, церквей, латинских названий. Все остальные ключевые слова уходят в предметный указатель.
Указатель может быть простым или «глухим» — список ключевых слов, или сложным или аннотированным — когда для ключевых слов даются справки или объяснения. Сложный указатель становится словарём или глоссарием.
Указатель отличает хорошую книгу от посредственной. Справочник Гильо и Константинова указывает:

Каждая справочная, научная, документальная и научно-популярная книга должна быть снабжена указателем.

Поисковая машина — это тоже указатель, который соотносит слова из документов с адресами документов.

## Подготовка указателей без компьютера
До появления программ вёрстки указатели составлялись после набора книги. Составитель выносил ключевые слова на карточки, отмечал страницы с такими словами, сортировал картотеку.

## Подготовка указателей на компьютере
Многие программы для работы с текстом поддерживают команды для составления указателей. Это не отменяет части ручной работы, потому что программа не может отобрать слова, которые автор намеревается считать ключевыми.
Указатель составляется двумя шагами. На первом шаге в тексте размечают ключевые слова, на втором шаге программа собирает их и строит сам указатель. Затем редактор просматривает полученный указатель, изменяет ключевые слова, собирает их в группы. Для этого он вносит исправления в размеченный текст. Затем собирается окончательный, готовый указатель.
Автоматическая разметка ключевых слов возможна не для всех языков и не для всех случаев. Яркий пример тому — указатель латинских названий для растений: программа может выбрать из текста эти названия. Напротив, если указатель строится по иероглифам или для языка с флексиями, требуется редактор.

## Оформление указателей
Указатели размещают в конце книги или в отдельном томе, потому что они суммируют содержание книги, подводят итог. Указатели набирают шрифтом основного кегля или пониженного кегля, обычно в несколько колонок.
В простых указателях ссылки на страницы не отделяют от ключевых слов или делают отточие. В сложных указателях после термина (обычно набираемого выделительным шрифтом) ставят точку и тире или только тире. Ссылки тома набирают выделительным шрифтом — курсивом или полужирным, чтобы отличать их от ссылок на страницы.
Почти всегда каждая строка указателя начинается с левого края колонки, вторые строки даются со втяжкой.
Пример оформления указателей:
```
Подполковник ........ 11, 24
Полк ............. 9, 10, 23
Полковник ........ 1, 10, 12
 — в советской армии .... 21
 — в царской армии ...... 22
Полумеры ............ 14–16
```

## Какие программы позволяют сделать указатель
- Microsoft Word позволяет строить несколько указателей для всего документа или для его части, использовать подгнёзда. Сначала в тексте расставляются специальные «поля» (field), а затем сам указатель вставляется так же, как оглавление.
- LaTeX позволяет строить указатель произвольной формы. В тексте расставляются команды с ключевыми словами. При сборке документа эти команды формируют текстовые файлы с гнёздами, что позволяет обрабатывать их программой makeindex или xindy. Готовый указатель подключается так же, как оглавление.
- Кроме вышеназванных программ, указатели можно составлять и других программах вёрстки, текстовых редакторах и специализированных подключаемых модулях для различных программ. Например, развитые системы составления указателей включены в таких программах, как Adobe FrameMaker (в котором также существует отдельный модуль для составления указателей), а также в текстовом редакторе Mellel (программа существует только для платформы Apple Macintosh).